# Руїенський край
Руїенський край (латис. Rūjienas novads) — адміністративно-територіальна одиниця Латвійської Республіки. Розташований у північний частині країни, в історичному регіоні Ліфляндія. Адміністративний центр — Руїена. Створений 2009 року. Площа — 352,2 км². Населення — 5577 осіб (2011). До складу краю входять 1 місто і 4 волості.

## Населення
Національний склад краю за результатами перепису населення Латвії 2011 року.
| Національність | К-сть | % |
| -------------- | ----- | - |